# Saint-Étienne-de-Lugdarès

Saint-Étienne-de-Lugdarès este o comună în departamentul Ardèche din sud-estul Franței. În 1 ianuarie 2022 avea o populație de 407 de locuitori.